# أماتسكي
أماتسكي (باليابانية: あまつき، بالروماجي: Amatsuki) هي سلسلة مانغا يابانية من تأليف شينوبو تاكاياما، نشرت من قبل إيتشيجيشا في مجلة Monthly Comic Zero Sum. أنتجت إلى مسلسل أنمي تلفزيوني من قبل ستوديو دين، عرض الأنمي في 4 أبريل عام 2008 واستمر عرضه حتى 28 يونيو عام 2008، وتكون 13 حلقة.

## القصة
تدور أحداث القصة عن توكيدوكي ريكوغا هو
طالب في المدرسة ثانوية يفشل مادة التاريخ، فيضطر الذهاب إلى متحف التاريخ التكنولوجي
الذي سيمكنه من بإعادة فترة إيدو من أجل دراسة التاريخ.

## الشخصيات

### الشخصيات الرئيسية
توكيدوكي ريكوغا (باليابانية: 六合 鴇時، بالروماجي: Rikugō Tokidoki)
مؤدي الصوت: جون فوكوياما
كون شينونومي(باليابانية: 篠ノ女 紺، بالروماجي: Shinonome Kon)
مؤدي الصوت: كوجي يوسا
كوتشيها (باليابانية: 朽葉، بالروماجي: Kuchiha)
مؤدية الصوت: رومي باكو

### شخصيات أخرى
شامون (باليابانية: 沙門، بالروماجي: Shamon)
مؤدي الصوت: جوجي ناكاتا
هيهاتشي (باليابانية: 平八)
مؤدي الصوت: كينجي نوجيما
غينشو (باليابانية: 銀朱، بالروماجي: Ginshu)
مؤدي الصوت: كينيتشي سوزومورا
شينسو (باليابانية: 真朱، بالروماجي: Shinshu)
مؤدية الصوت: يوكي ماتسوكا
تسورومي (باليابانية: 鶴梅، بالروماجي: Tsuruume)
مؤدية الصوت: مارينا إينوي
تاداجيرو ساساكي (باليابانية: 佐々木 只二郎، بالروماجي: Sasaki Tadajirō)
مؤدي الصوت: تورو أوكاوا
كوروتوبي (باليابانية: 黒鳶، بالروماجي: Kurotobi)
مؤدي الصوت: دايسكي كيري
بونتين (باليابانية: 梵天، بالروماجي: Bonten)
مؤدي الصوت: جونيتشي سوابي
تسويوكاسا (باليابانية: 露草، بالروماجي: Tsuyukusa)
مؤدي الصوت: شوتارو موريكوبو
أوتسوبوشي (باليابانية: 空五倍子، بالروماجي: Utsubushi)
مؤدي الصوت: جوروتا كوسوغي
إيمايو (باليابانية: 今様، بالروماجي: Imayō)
مؤدية الصوت: ري إيغاراشي
بياكوروكو (باليابانية: 白緑، بالروماجي: Byakuroku)
مؤدي الصوت: كين ناريتا
سوسوتاكي (باليابانية: 煤竹، بالروماجي: Susutake)
مؤدي الصوت: ريوزو إيشينو

## وصلات خارجية
- الموقع الرسمي باللغة اليابانية
- أماتسكي على موقع ستوديو دين باللغة اليابانية
- أماتسكي على موقع IMDb (الإنجليزية)
- أماتسكي على موقع ميتاكريتيك (الإنجليزية)
- أماتسكي على موقع كينوبويسك (الروسية)
- أماتسكي على موقع قاعدة بيانات الفيلم (الإنجليزية)
- أماتسكي على موقع ANN anime (الإنجليزية)
- أماتسكي على موقع ANN manga (الإنجليزية)